# Daniel Morton
Pour les articles homonymes, voir Morton.
Daniel Morton, né le 21 mars 2006, est un coureur cycliste néo-zélandais. Il participe à des compétitions sur piste et sur sur route

## Biographie
Chez les juniors, Daniel Morton se distingue lors la saison 2024 en devenant triple champion d'Océanie, dans la poursuite par équipes, la course aux points et l'américaine. Il remporte également la poursuite individuelle ainsi que la course aux points aux championnats de Nouvelle-Zélande. La même année, il est sélectionné en équipe nationale pour participer aux championnats du monde. 
En 2025, il est sacré champion de Nouvelle-Zélande de l'américaine parmi les élites, aux côtés de Magnus Jamieson. Il s'adjuge par ailleurs la médaille de bronze dans la poursuite par équipes aux championnats d'Océanie, en compagnie de plusieurs compatriotes.

## Palmarès sur piste

### Championnats d'Océanie
- Cambridge 2024
  -  Champion d'Océanie de poursuite par équipes juniors (avec Magnus Jamieson, Matthew Davidson et Hunter Dalton)
  -  Champion d'Océanie de course aux points juniors
  -  Champion d'Océanie de l'américaine juniors
  -  Médaillé d'argent du kilomètre juniors[2]
  -  Médaillé de bronze de la poursuite juniors[4]
- Brisbane 2025
  -  Médaillé de bronze de la poursuite par équipes

### Championnats nationaux
- Cambridge 2024[5]
  -  Champion de Nouvelle-Zélande de poursuite juniors
  -  Champion de Nouvelle-Zélande de course aux points juniors
  - 2e du championnat de Nouvelle-Zélande du scratch juniors
  - 2e du championnat de Nouvelle-Zélande de l'omnium juniors
  - 3e du championnat de Nouvelle-Zélande du kilomètre juniors
  - 3e du championnat de Nouvelle-Zélande de poursuite par équipes
- Invercargill 2025[6]
  -  Champion de Nouvelle-Zélande de l'américaine (avec Magnus Jamieson)
  - 2e du championnat de Nouvelle-Zélande de l'omnium
  - 3e du championnat de Nouvelle-Zélande de course aux points

## Palmarès sur route
- 2024
  - 4e étape du Tour de Southland juniors